# Inday Ba
Inday Ba també coneguda com  (N'Deaye Ba) va ser una actriu brito-sueca amb participacions en el teatre, cinema i televisió. Va néixer a Göteborg, Suècia, el 10 d'agost de 1972 de pare senegalès i mare sueca, que es van separar al cap d'un any de casats.

## La seva vida primerenca
A l'edat de vuit, N'Deaye i la seva mare es van mudar a Baviera, Alemanya on van viure per quatre anys i després van tornar a viure a Suècia en un petit poblat anomenat Trollhättan. Poc després d'acabar la secundària, el 1992, Ba es muda al Regne Unit per millorar el seu anglès i inscriure's en una escola d'actuació a Londres. Després de dos anys de prendre classes d'actuació i treballar a botigues, l'any 1993 és acceptada per la Webber Douglas Academy.

## Carrera
Ba, des de nena va sentir inclinació per les arts escèniques, la qual cosa la portava a ser el centre d'atenció a les festes a les quals assistia fent riure a la gent. Ja d'adulta, al poc temps després de graduar-se com a actriu, aconsegueix actuar en una sèrie i un rol en una pel·lícula. Va treballar dos anys més i va decidir provar sort a Hollywood, sense gaire èxit; després va dir: “El somni americà només passa quan dorms”. L'any 2000, quan a la seva mare li diagnostiquen leucèmia, decideix tornar al seu costat a Londres on aquesta vivia. A l'any següent coneix al director Jonathan Clements amb qui es casaria a l'estiu de 2002 i es mudaria a Banwell a Somerset.
Ba va aconseguir papers en algunes sèries importants d'horari estel·lar com ara:
- "Trial & Retribution" interpretant a DC Lisa West (2002-2003)
- "Sea of Souls" com Anna (2005)
- "Jericho" com Martha Sorin (2005)

## La seva malaltia i mort
N'Deaye Ba havia tingut problemes de salut mentre va viure a Los Angeles, i quan va tornar a Londres els malestars es van incrementar. Després d'anys de mals diagnòstics, no va ser sinó fins a finals de 2002, poc temps després de casar-se, que se li va diagnosticar lupus. Al desembre, sofreix una deficiència renal i al començament de 2003 la parella se separa. Malgrat la seva condició, Ba aconsegueix continuar amb la seva carrera d'actriu amb greus recaigudes. El 20 d'abril de 2005, mor a Londres, Regne Unit, poc després de rodar Jericho.
Va ser incinerada al Mortlake Crematorium i les seves cendres es van escampar a la costa sueca.

## La seva tragèdia en vídeo
Com una iniciativa per donar a conèixer i educar al públic sobre lo dur d'aquesta malaltia, N'Deaye decideix, amb ajuda de la seva mare i una càmera de vídeo casolana, gravar la seva evolució, tractaments i procediments mèdics als quals es veu sotmesa. Dit documental que porta per nom "The Wolf Inside" (El llop de dins o El llop intern), va començar a ser gravat a l'estiu de 2004.
El resultat de l'enregistrament és una pel·lícula commovedora per l'emotiu dels patiments tant físics com a emocionals que va sofrir Ba, així com el fet que la seva mare Christina lluitava amb la leucèmia al mateix temps. Aquest film va ser ovacionat tres anys després de la mort de N'Deaye en els Premis de l'Acadèmia Britànica de Cinematografia, la BAFTA.

## Filmografia
| - 1997. The Perfect Blue - 1997. Into the Blue - 1997. Mannen som visste för lite - 1998. Out of Hours - 1998. Ruth Rendell Mysteries - 1998. Mannen med vatten i skorna - 1998. Kameleonten - 2000. Arabian Nights - 2000. Four Dogs Playing Poker - 2000. Thin Ice - 2001. The Lost Empire - 2001. The Discovery of Heaven | - 2002. Tom & Thomas - Tvillingmysteriet i London - 2002. Klassfesten - 2002. Beyond Belief: Fact or Fiction - 2002. Ultimate Force - 2002. The Final Curtain - 2002. 2003\|Casualty - 2002-2003. Brottet och straffet - 2004. The Brief - 2004. Ljug för mig - 2005. I sinnets våld - 2005. Ahead of the Class - 2005. Jericho - 2008. The Wolf Inside (documental) |